# Vincetoxicum pannonicum
Vincetoxicum pannonicum är en oleanderväxtart som först beskrevs av Attila L. Borhidi, och fick sitt nu gällande namn av Josef Holub. Vincetoxicum pannonicum ingår i släktet tulkörter, och familjen oleanderväxter. Inga underarter finns listade i Catalogue of Life.